# Citochimica
La citochimica è una branca della chimica e della biologia che studia la materia vivente con analisi chimiche e chimico-fisiche.

## Tecniche
La citochimica ha come obiettivo quello di identificare e localizzare particolari strutture cellulari e macromolecole all'interno delle cellule. Si basa su metodi di reazione colorimetrica. 
La reazione di Feulgen permette di localizzare il DNA consentendo lo studio della mitosi . La specificità di questa reazione è dovuta alla presenza del desossiribosio nei nucleotidi che compongono il DNA. La tecnica prevede la rimozione dei gruppi purinici mediante una blanda idrolisi acida. In tal modo il desossiribosio chiuso in forma emiacetalica si apre e forma un'aldeide che potrà reagire con l'acido periodico di Schiff.
La reazione PAS permette di individuare gruppi di carboidrati: glicogeno, mucopolisaccaridi, glicoproteine. Con questa reazione si ha l'ossidazione dei gruppi ossidrilici presenti su due atomi di carbonio adiacenti. Si avrà poi una rottura del legame glicolico con formazione di un gruppo aldeidico che verrà rilevato dal reattivo di Schiff.
Altri coloranti utili sono: blu di bromofenolo e fast green (per le proteine), Sudan Black (lipidi e lipoproteine), Blu Nilo (acidi grassi e lipidi neutri), blu di toluidina (polisaccaridi acidi solfati), rosso rutenio (polisaccaridi polianionici, mucopolisaccaridi, pectine), alcian blu-alcian yellow (il primo evidenzia i polisaccaridi carbossilati, il secondo i polisaccaridi solforati, a pH diversi).